# 5659 (année hébraïque)
5659 (hébreu : ה'תרנ"ט , abbr. : תרנ"ט) est une année hébraïque qui a commencé à la veille au soir du 17 septembre 1898 et s'est finie le 4 septembre 1899. Cette année a compté 353 jours. Ce fut une année simple dans le cycle métonique, avec un seul mois de Adar. Ce fut la troisième année depuis la dernière année de chemitta.

## Calendrier
Ce calendrier hébraïque de l'année 5659 donne les correspondances avec les dates du calendrier grégorien.
Le premier nombre dans chaque case correspond au jour du mois hébraïque. Les jours en couleurs sont des jours remarquables juifs .
| ◄◄ | 5659 | ►► |

## Naissances
- Itzhak Kadouri
- Eliyahu Dobkin

## Décès
5654 - 5655 - 5656 - 5657 - 5658 - 5659 - 5660 - 5661 - 5662 - 5663 - 5664